# Power Transfer Distribution Factor
Der englisch Power Transfer Distribution Factor (PTD-Faktor) ist ein Verfahren zur mathematischen Modellierung und quasi-analytischen Bestimmung der Leistungsflüsse in elektrischen, vermaschten Stromnetzen. Diese Stromnetze, ein praktisches Beispiel dafür sind die weiträumig ausgedehnte Verbundnetze zur öffentlichen Stromversorgung, sind durch eine Vielzahl von Knoten und Maschen bestimmt.

## Grundlegendes
Der PTD-Faktor repräsentiert das Verhältnis zwischen dem jeweiligen realen auftretenden Strom- bzw. Leistungsfluss und dem gesamten Energiefluss der (ökonomischen) Stromtransaktion bzw. des Leistungsaustausches zwischen zwei Knoten A und B innerhalb eines Energieübertragungssystems. Die PTDF sind definiert als die Änderung des Wirkleistungsflusses auf einer Leitung und interpretieren vereinfacht die Frage der realen Leistungsverteilung, da jeder sich ändernde Austausch die Leistungsflüsse über alle Leitungen und Grenzen im Netz mal mehr, mal weniger beeinflussen kann. Der PTDF Koeffizient beschreibt somit, wie groß der physische Fluss zwischen zwei benachbarten Knoten – in Gang gesetzt etwa durch energiewirtschaftlichen Handel an einer Strombörse – als Folge des Austauschs wird.
{\displaystyle PTDF_{\underline {ab}}^{A\rightarrow B}={\frac {\Delta P_{\underline {ab}}}{\Delta P}}}
mit
{\displaystyle PTDF_{\underline {ab}}^{A\rightarrow B}}= PTD-Faktor / Verhältnis, auch als prozentuale Angabe möglich
{\displaystyle {A\rightarrow B}} = Transaktion einer Leistung von Knoten A nach Knoten B
{\displaystyle {\underline {ab}}} = Leitung zwischen Knoten A und Knoten B
{\displaystyle {\Delta P_{\underline {ab}}}} = Leistungsflussänderung auf der Leitung ab
{\displaystyle {\Delta P}} = Leistungsfluss der Stromtransaktion von Knoten A nach Knoten B